# Municipio de Perry (condado de Franklin)
El municipio de Perry (en inglés: Perry Township) es un municipio ubicado en el condado de Franklin en el estado estadounidense de Ohio. En el año 2010 tenía una población de 3637 habitantes y una densidad poblacional de 641,21 personas por km².

## Geografía
El municipio de Perry se encuentra ubicado en las coordenadas 40°7′36″N 83°2′57″O / 40.12667, -83.04917. Según la Oficina del Censo de los Estados Unidos, el municipio tiene una superficie total de 5.67 km², de la cual 5,63 km² corresponden a tierra firme y (0,68 %) 0,04 km² es agua.

## Demografía
Según el censo de 2010, había 3637 personas residiendo en el municipio de Perry. La densidad de población era de 641,21 hab./km². De los 3637 habitantes, el municipio de Perry estaba compuesto por el 93,62 % blancos, el 1,57 % eran afroamericanos, el 2,56 % eran asiáticos, el 0,47 % eran de otras razas y el 1,79 % eran de una mezcla de razas. Del total de la población el 1,81 % eran hispanos o latinos de cualquier raza.